# Kiken na aneki
Kiken na aneki (危険なアネキ? lett. "Una sorella pericolosissima") è un dorama stagionale autunnale in 10 puntate prodotto da Fuji TV e andato in onda nel 2005.

## Trama
Hiroko si trova a dover ereditare un debito di 30 milioni di yen contratto prima di morire dal padre; col fallimento dell'azienda familiare, che produceva in formato casalingo una bevanda molto apprezzata dagl'intenditori, la giovane donna si vede costretta a trasferirsi in città dal fratello minore il quale lavora come allievo nel reparto interni dell'ospedale come infermiere.
Per non pesare troppo sulle sue spalle, Hiroko cerca un impiego, e lo trova presto; divien difatti una delle ragazze di maggior successo del locale notturno/cabaret "Blue Velvet" in cui lavora come 'hostess'. Grazie al suo carattere franco ed aperto, alla sua personalità semplice, spontanea e decisamente ottimista, si fa subito conoscere ed apprezzare dai clienti tanto da diventar la più richiesta del locale.
Hiroko proviene da una semplice famiglia contadina che ha sempre vissuto in un villaggio di campagna all'interno del paese; ha dovuto presto sfruttare il suo bel viso per cercar di salire i gradi sociali, unica cosa che poteva permettersi di vendere. In aggiunta ora deve anche cercar di pagare il debito di famiglia nascondendo a Yutaro il fatto di far da 'ragazza immagine' per il Blue Velvet.
Dopo aver letteralmente fatto irruzione come un terremoto nella casa e nella vita del fratello, Hiroko comincia a trascinar istintivamente il fratello sempre più all'interno d'una spirale di problemi e questioni al limite dell'assurdo. Yutaro si ritrova invischiato presto in una serie infinita di guai, tanto da fargli sperar che la giovane se ne vada via e sparisca il prima possibile.
Ma Hiroko, anche se ha stravolto l'esistenza di Yutaro, è da sempre stata molto legata con affetto sincero al fratello, ammirata dal suo percorso brillante negli studi (a differenza di lei) e che aspira ad iscriversi alla facoltà di medicina di una grande università di Tokyo: egli è sempre stato l'unico vero grande orgoglio nella vita della sorella maggiore. Per permettergli di realizzare il proprio scopo è pronta a tutto, essendo disposta a sopportare ogni sorta di difficoltà... sempre a modo suo e alla maniera che più le è caratteristica, ovvero combinando un sacco di guai.
In questa maniera, però, il proprio amore incondizionato ed assoluto può facilmente, per il giovane fratello, diventare anche un "grande pericolo".

## Cast
- Hiroko Minagawa, interpretata da Misaki Itō

Una giovane candida e spontanea, ogni cosa che fa è in perfetta innocenza. Giunta un giorno del tutto inaspettatamente in città, va a vivere nell'appartamento del fratello; per mantenersi e pagar i debiti dell'azienda di famiglia fallita dopo la morte del padre diventa una delle signorine di bell'aspetto del locale notturno Blue Velvet ed assume il nome d'arte di Mihiro.
- Yutaro Minagawa, interpretato da Mirai Moriyama

Un ragazzo serio e competente, che mette sempre tutto se stesso negli impegni che si assume. Lavora come allievo infermiere al KeiSan Medical College Hospital; si troverà spesso e volentieri a litigare rabbiosamente con la sorella (ché a volte con estrema difficoltà riesce a reggerne il comportamento scapestrato) a causa dei guai che gli viene a creare. Segretamente innamorato di Ai.
Dopo che Hiroko dona i soldi faticosamente raccolti da entrambi per riscattar l'azienda paterna fallita (rimborsando così il debito) all'orfanotrofio "Casa dell'amicizia" non riesce a perdonarla e si trasferisce ad Osaka, lasciando una lettera d'addio alla sorella imponendogli di non farsi più vedere davanti a lui.
- Ikuo Taneka, interpretato da Masanobu Takashima

Superiore di Yutaro e perdutamente innamorato di Hiroko.
- Saori Kitamura, interpretata da Yumiko Shaku

Pur essendo una bravissima infermiera all'ospedale di giorno, di notte fa la 'hostess' al Blue Velvet; il suo successo è stato tale da esser la più richiesta da 3 anni a questa parte, prima dell'arrivo di Hiroko alias Mihiro. Il suo nome d'arte è Yuki. Dopo che l'amministrazione ha scoperto il suo doppio lavoro viene salvata dal licenziamento grazie alla rivolta dei degenti aizzati da Hiroko.
Ha un figlioletto malato grave che accudisce amorevolmente.
- Ai Tamura, interpretata da Nana Eikura

Giovane farmacista dell'ospedale, divien presto una cara amica di Hiroko. Ha un debole per Takumi.
- Takumi Nakamura, interpretato da Yūta Hiraoka

Collega di Yutaro, si occupa della gestione amministrativa. Amico d'infanzia di Ai, è però innamorato non corrisposto di Saori. Di carattere apparentemente duro e indifferente, sembra non considerare molto i sentimenti altrui.
- Koharu Noguchi, interpretata da Mari Hamada

Una delle 'hostess' di più lungo corso del Blue Velvet, sarà per Hiroko una buona amica che riuscirà a darle validi consigli.
- Shunya Yazawa, interpretato da Yūta Kanai

Giovane cameriere coi capelli tinti di biondo del Blue Velvet, diverrà uno dei primi fan di Hiroko.
- Jun Madarame, interpretato da Jirō Satō

Proprietario e direttore responsabile del ristorante di cucina italiana "Pintorikkyo", in cui si ritrovano spesso le ragazze del Blue Velvet. Riuscirà alla fine a confessare i propri sentimenti a Koharu.
- Tetsuo Kamata, interpretato da Kōsuke Suzuki

Proprietario e boss del BluVelvet
- Yoshiko Komiya, interpretata da Michiko Shimizu

Dirigente d'un'agenzia di lavoro interinale, Hiroko aspesso e volentieri va a chiederle di farle svolgere lavoretti part-time.
- Masaomi Hiraga - Ishinomori, lavoratrice part-time
- Tanaka, interpretato da Yoshoyoshi Arakawa

Esattore debiti, segue le tracce di Hiroko assieme a Ichihashi. Finirà per sviluppar un debole per la giovane, anche se non riuscirà mai a confessarle apertamente i propri sentimenti.
- Ichihashi, interpretato da Hajime Okayama

Esattore debiti basso e tozzo, diretto superiore di Tanaka; assieme seguono le tracce di Hiroko per farsi pagare i 30 milioni dovuti.
- Ryosuke Satomi, interpretato da Jin Shirosaki

'Direttore di scena' del Blue Velvet, è colui che guida e controlla le ragazze durante le ore di lavoro nel locale.
- Shinichi Tamura, interpretato da Kiyoshi Kodama

Primario dell'ospedale dove lavora Yutaro e padre di Ai.
- Gentaro Minagawa, interpretato da Ken Utsui

Padre di Hiroko e Yutaro.
- Yoko Hirose, interpretata da Hisako Manda

Madre di Hiroko e Yutaro, ha abbandonato la famiglia quando i figli erano ancora piccoli ed è scomparsa facendo credere d'essere morta; ora lavora come prete-donna all'orfanotrofio protestante della città, la "Casa dell'amicizia.
- Yūta Komuro - Taichi Kitamura

### Star ospiti
- Tatsuhito Okuda (ep. 1)
- Atsushi Tsutsumishita (ep. 1)
- Toshiyuki Itakura (ep. 1)
- Mihoko Abukawa (ep. 2)
- Saori Itō (ep. 2)
- Yūki Imai (ep. 3)
- Yūko Ōshima (ep. 3)
- Karen Miyama - Minagawa Mami (ep. 5)
- Kōki Okada (ep. 6-9) - Ex amante di Saori e padre del loro figlio, ad un tratto appare per chiederle soldi e ricattarla.
- Keisuke Seki (ep. 6)
- Yūki Amami - Mamiya Takako (ep. 8)
- Shingo Tsurumi - Mochizuki Daichi (ep. 8)
- Toshihiro Yashiba (ep. 8-10) - Pastore luterano, lavora all'orfanotrofio assieme a Yoko.
- Takeru Shibuya (ep. 9-10)
- Kazuma Suzuki - Makoto Taniguchi, ex fidanzato di Hiroko.
- Akira Kubo - un paziente di Nakamura
- Jirō Sakagami
- Kota Matsumoto
- Akihiro Nishikawa
- Reiji Nakagawa
- Jun Matsumoto
- Yū Misaki

## Episodi
| Nº | Giapponese 「Kanji」 - Rōmaji                                  | In onda          | In onda |
| Nº | Giapponese 「Kanji」 - Rōmaji                                  | Giapponese       |         |
| 1  | 「顔だけイイ女が大失恋」 - Kao dake ii onna ga dai shitsuren   | 17 ottobre 2005  |         |
| 2  | 「顔だけイイ女が大借金!」 - Kao dake ii onna ga daishakkin!    | 24 ottobre 2005  |         |
| 3  | 「顔だけイイ女が大突破!」 - Kao dake ii onna ga dai toppa!     | 31 ottobre 2005  |         |
| 4  | 「顔だけイイ女恋の勘違い」 - Kao dake ii onna koi no kanchigai | 7 novembre 2005  |         |
| 5  | 「小さな悪魔がやって来た」 - Chiisa na akuma gayatte kita      | 14 novembre 2005 |         |
| 6  | 「史上最悪の密着24時間!」 - Shijō saiaku no micchaku 24 jikan! | 21 novembre 2005 |         |
| 7  | 「敏腕社長の甘～い誘惑」 - Toshi ude shachō no kan ~ i yūwaku  | 28 novembre 2005 |         |
| 8  | 「お母ちゃんが見つかった」 - O kaachan ga mitsu katta          | 5 dicembre 2005  |         |
| 9  | 「人生最悪の姉弟ゲンカ!」 - Jinsei saiaku no kyōdai genka!     | 12 dicembre 2005 |         |
| 10 | 「顔だけイイ女が大逆転」 - Kao dake ii onna ga daigyakuten     | 19 dicembre 2005 |         |